# جوس ورلد
جَرِد آنتونی هیگینز (انگلیسی: Jarad Anthony Higgins؛ زادهٔ ۲ دسامبر ۱۹۹۸ – درگذشتهٔ ۸ دسامبر ۲۰۱۹) شناخته‌شده با نام هنری جوس ورلد (به انگلیسی: Juice WRLD) رپر، خواننده و ترانه‌سرای آمریکایی بود. جوس ورلد در ۸ دسامبر ۲۰۱۹ در سن ۲۱ سالگی بر اثر اوردوز درگذشت. وی در مراسم جوایز موسیقی بیلبورد ۲۰۱۹، برندهٔ جایزهٔ بهترین هنرمند جدید شد. قرار است البوم جدیدی از او در ۲۰۲۴ منتشر شود.

## زندگی‌نامه
جوس ورلد با نام اصلی جارد آنتونی هیگینز؛ موسیقی دان فقید شیکاگویی در ۲ دسامبر ۱۹۹۸ در اوک لاون، ایلینوی، آمریکا زاده شد. والدینش وقتی کودک بود، از هم جدا شدند و او همراه برادر بزرگش، کنار مادر ماند. مادرش یک سخنران مذهبی بود که اجازه نمی‌داد پسرانش به رپ گوش دهند؛ اما او به کمک پسرخاله‌هایش کارهای «گوچی مان»، «بردمن» و «لیل وین» را شنید و جذب این سبک شد. او کارش را با نواختن پیانو آغاز کرد و سپس، درامز و گیتار آموخت. در دورهٔ دبیرستان کار بر روی موسیقی رپ را جدی‌تر پیگیری کرد و با قطعهٔ «همیشه» در سال ۲۰۱۵ که روی ساوندکلاود منتشر کرد، خودش را نشان داد. هیگینز پس از انتشار میکس‌تیپ «۹ ۹ ۹»، سرانجام نخستین آلبوم استودیویی خود به‌نام «خداحافظ و شرت کم» را در ۲۳ مه ۲۰۱۸ منتشر کرد که توانست به جایگاه ششم جدول بیلبورد ۲۰۰ صعود کند و موفق به کسب گواهی پلاتین از انجمن صنعت ضبط آمریکا شود. علاوه بر به دست آوردن این موفقیت‌ها برخی از منتقدین موسیقی او را جوانترین سیاهپوست موفق شیکاگویی در رپ می‌دانند. همچنین او با خوانندگان مطرحی از جمله امینم، هالزی، پست مالون، تراویس اسکات، مارشمالو، فیوچر، جاستین بیبر، پولو جی، د ویکند، د چینسموکرز، مارون ۵، لیل دورک، لیل اوزی ورت ، نیکی میناژ و… همکاری‌های درخشانی داشته‌است.
او در زمان مرگش با دوست دخترش، الی لوتی، در لس آنجلس زندگی می‌کرد. در نوامبر ۲۰۱۸، این زوج از طریق اینستاگرام فاش کردند که با هم قرار دارند. هیگینز سابقه سوء مصرف مواد مخدر را داشت که از سنین پایین شروع شد و او آشکارا در مورد تجربیات خود صحبت کرد. مادرش ادعا کرد که او علاوه بر مبارزه با اعتیاد به مواد، با اضطراب و افسردگی نیز دست و پنجه نرم می‌کرد. هیگینز هفته‌ها قبل از مرگش موافقت کرده بود که در دوره بازپروری مواد مخدر شرکت کند.

## مرگ
در ۸ دسامبر یعنی شش روز پس از تولد ۲۱ سالگی هیگینز مدت کوتاهی پس از فرود هواپیمای شخصی در فرودگاه بین الملی شیکاگو میدوی دچار یک حمله عصبی ناشناخته شد، و پس از انتقال به بیمارستانی در اوک لاون حوالی ساعت ۳:۱۳ دقیقه صبح در ۸ دسامبر هیگینز مرده اعلام شد.
در ۲۲ ژانویه حدود یک ماه پس از مرگ هیگینز در نتیجه کالبد شکافی مرگ او به دلیل مصرف بیش از اندازه و تصادفی اکسی دون و کدئین بوده که در نتیجه باعث حمله عصبی و سکته مغزی شده‌است.
اورژانس پزشکی در ابتدا شرایط اولیه هیگینز را به عنوان تشنج و سکته قلبی تشبیه کردند.
از طرفی دیگر در طول پرواز در جت شخصی به هیگینز این خبر رسید که آن‌ها به دلیل شک پلیس فدرال به حمل ماری جوانا و سلاح گرم تحت نظر هستند و تعدادی مأمور فدرال در فرودگاه شیکاگو منتظر فرود جت آن‌ها است.
همراه‌های هیگینز اعلام کردند او چندین قرص ناشناخته مصرف کرده‌است، پس از فرود جت شخصی در زمانی که مأمورین فدرال وارد جت شخصی شده بودند و مشغول بازرسی بودند، هیگینز دچار تشنج و حمله عصبی شد. رسانه TMZ اعلام کرد امدادگران ۴۰ دقیقه را صرف درمان خواننده رپ کردند و سعی کردند ضربان قلب او را ثابت کنند.
دوستان او همچنین اعلام کردند که این خواننده رپ اخیراً به مخدر Percocet اعتیاد شدیدی پیدا کرده‌است و در حال مبارزه با اعتیاد است. در ماه ژوئیه او در توییتی اعلام کرد که به خاطر دوست دخترش سوء استفاده از کدئین را متوقف خواهد کرد اما در این حال علت رسمی مرگ او به دلیل وجود مادهٔ سمی اکسی دون و کدئین در خون او اوردوز اعلام شده‌است.

## واکنش‌ها
Boosie Badazz، خواننده رپ، پیشنهاد کرد که خلبان هواپیما در نهایت مسئول مرگ هیگینز است، و از او به عنوان یک اسنیچ یاد می‌کند. هیگینز پس از حادثه ای که در نوامبر ۲۰۱۹ قبل از عزیمت او به استرالیا رخ داد، توسط مقامات فدرال مظنون بود که باعث جست و جوی هواپیمای او شد. Badazz مصاحبه ای انجام داد و تهدید به خشونت علیه خلبان کرد.
هنرمند بریتانیایی الی گولدینگ، که با هیگینز در تک آهنگ او «از من متنفر باش» همکاری کرد، او را در توییتی با گفتن اینکه او «روح شیرینی» است و «خیلی بیشتر در پیش دارد» توصیف کرد. Chance the Rapper، هنرمند شیکاگو، در اینستاگرام خود به هیگینز ادای احترام کرد. او نوشت: «میلیون‌ها نفر، نه فقط در شیکاگو، بلکه در سرتاسر جهان به خاطر این موضوع آسیب می‌بینند و نمی‌دانند چه چیزی باید از آن بکنند». اغلب این اتفاق اخیراً برای هنرمندان جوان با استعداد در حال ظهور رخ می‌دهد».
رپر اسکی ماسک، دوست صمیمی هیگینز که او در آهنگ "Nuketown" با او همکاری کرد، در توییتر گفت: "آنها برادرانم را از من می‌گیرند"، همچنین با اشاره به بهترین دوست و همکار قدیمی اکس اکس اکس تنتاسیون، که مورد اصابت گلوله قرار گرفت و در ژوئن ۲۰۱۸ کشته شد. لیل یاتی، که آهنگ هیگینز "همه دختران یکسان هستند" را ریمیکس کرد، با انتشار توییتی در سوگ مرگ او غمگین شد: "وای، من نمی‌توانم این را باور کنم. لیل اوزی، دریک و د ویکند نیز تسلیت گفتند.
مادر هیگینز ابراز امیدواری کرد که میراث پسرش به دیگران در مبارزه با اعتیاد کمک کند و گفت: "اعتیاد هیچ مرزی نمی‌شناسد و تأثیر آن فراتر از فردی است که با آن مبارزه می‌کند… ما می‌دانیم که میراث جراد از عشق، شادی و صداقت عاطفی است. زنده خواهد ماند». او بعداً به افتخار هیگینز و نبردی که او علیه اعتیاد، اضطراب و افسردگی انجام داد، صندوق Live Free 999 را تأسیس کرد. هدف اولیه این صندوق حمایت از برنامه‌هایی است که جمعیت جوان و محروم را هدف قرار می‌دهد. با تمرکز بر اعتیاد، اضطراب و افسردگی، سازمان امیدوار است تا مکالمه در مورد چالش‌های سلامت روانی را که هیگینز با آن روبرو بود عادی کند و راهی برای افراد فراهم کند تا این چالش‌ها را به روشی سالم پردازش کنند. تیم تولید هیگینز و شرکت ضبط متعهد به حمایت از سازمان هستند. طرفداران و رسانه‌ها اظهار داشتند که او مرگ خود را پیش‌بینی کرده بود، زیرا تنها چند روز پس از بیست و یکمین سالگرد تولدش درگذشت.

## حمل سلاح گرم و ماری جوانا
دو تن از محافظان وی به دلیل داشتن سلاح گرم دستگیر شدند اما یکی بدون وثیقه و دیگری با قرار وثیقه آزاد شد.
در این حال پلیس شیکاگو در این رابطه با حمل مواد مخدر اعلام کرد که:
پلیس شیکاگو تحقیقاتی را در مورد ماری جوانا آغاز کرده‌است و تا زمان آزادی هیچ اتهامی مطرح نشده‌است.
رسانه TMZ گزارشی بر علیه پلیس شیکاگو و همراهان هیگینز منتشر کرد که:
کشف مواد مخدر بعید است که منجر به اتهام شود. هیچ‌کس در هواپیما به داشتن ۷۰ پوند ماری جوانا اعتراف نمی‌کند و هیچ ویژگی شناسایی وجود ندارد.

## واکنش خانواده هیگینز
در بیانیه ای به TMZ، مادر هیگینز کارملا والاس، اندوه خود را ابراز کرد و نبرد پسرش را با اعتیاد به مواد مخدر تصدیق کرد. او گفت: ما با تمام وجود جراد را دوست داشتیم و نمیتونیم باور کنیم که دیگه قرار نیست اون رو ببینیم.
جراد، همان‌طور که سرگرم موسیقی و طرفداران خود بود، با اعتیاد به مواد مخدر دست و پنجه نرم می‌کرد.

## خاکسپاری
در ۲۲ ژانویه، پس از اینکه علت رسمی مرگ جویس ورلد برای عموم منتشر شد، خانواده وی بیانیه ای را در اینستاگرام به اشتراک گذاشتند و از طرفداران برای حمایت آنها تشکر کردند و اعلام کردند که پخش آهنگ‌های او ادامه خواهند داشت و به زودی آلبومی برای ادای احترام به هیگینز منتشر خواهد شد.
آنها نوشتند: "ما قصد داریم با به اشتراک گذاشتن موسیقی‌های منتشر نشده و پروژه‌های دیگری که او علاقه زیادی به آنها داشته‌است، استعدادها، روحیه و عشق جوس را به طرفدارانش ارج نهیم. ادای احترام عمومی در شیکاگو برگزار خواهد شد، جزئیات به زودی به اشتراک گذاشته خواهد شد.

## پس از مرگ

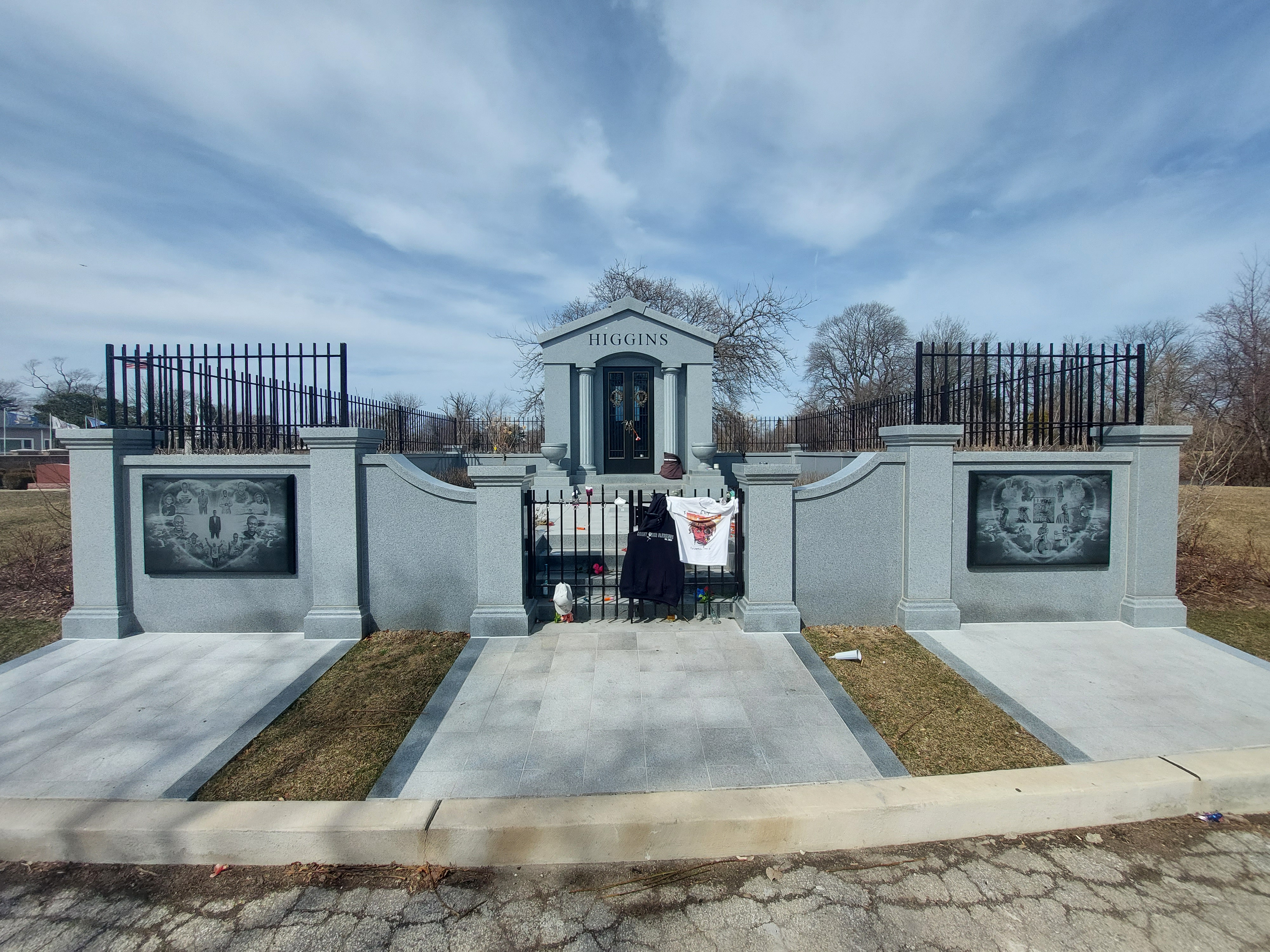
مقبره هیگینز در جزیره آبی، ایلینوی، تصویر در مارس 2022

پس از مرگ هیگینز آلبومی تحت عنوان Legends Never Die در تاریخ ۱۰ ژوئیه سال ۲۰۲۰ منتشر شد که تقریباً مانند نوعی ادای احترام و خداحافظی با آرتیست جوانی که در مدت کوتاهی توانسته بود به محبوبیت و شهرت بالایی دست پیدا کند، پس از مدتی این آلبوم رتبه برترین آلبوم هیپ هاپ و R&B را از آن خود کرد.
به گفته منیجر هیگینز موزیک ویدیوی BAD BOY آخرین موزیک ویدیویی بوده که هیگینز از خودش ضبط و منتشر کرده‌است، همچنان منیجر هیگینز اضافه کرد که چیزی بین ۳۰۰۰ تا ۵۰۰۰ ترک از هیگینز باقی مانده که هنوز منتشر نشده‌اند.

## مستند و روز جهانی
دقیقاً یک روز پس از تاریخ مرگ هیگینز یعنی ۸ دسامبر به صورت رسمی تاریخ ۹ دسامبر روز جویس ورلد نامگذاری شد.
دوستان و طرفداران هیگینز در این روز دور هم دیگه جمع می‌شوند و باری دیگر از او یاد می‌کنند.
مستندی کوتاه از زندگی هیگینز در تاریخ ۹ دسامبر مراسم یاد بود هیگینز زیر نظر اچ‌بی‌او مکس منتشر شد که تعدادی از دوستان هیگینز مانند الی لوتی (همسر)، Lil Bibby (منیجر و مدیریت گرید آ)، Benny Blanco The Kid Laroi، مادره هیگینز و تعدادی دیگر از نزدیکان او در این مستند حضور داشتند.

## سرنوشت پروژه‌های باقی مانده
به گفته خانواده و منیجر پروژه‌های هیگینز قرار است به صورت آلبوم و سینگل ترک منتشر شوند.
آخرین آلبوم منتشر شده از هیگینز در سال ۲۰۲۱ آلبوم Fighting Demons بوده که در ۱۰ دسامبر یک روز پس از مراسم یاد بود هیگینز منتشر شد.

## آلبوم‌شناسی
- (2018) Goodbye & Good Riddance «خداحافظ و شرت کم»
- Wrld on Drugs (به همراه فیوچر) (2018)
- (Death Race for Love (2019
- (Legends Never Die (2020
- (Fighting Demons (2021
- Outsiders (Unreleased)
- (The Party Never Ends (2024